# Ministério da Coordenação Interterritorial
O Ministério da Coordenação Interterritorial foi a designação de um departamento dos I, II, III e IV Governos Provisórios de Portugal. Foi o sucessor do Ministério do Ultramar, que por sua vez sucedeu ao Ministério das Colónias, ambos durante o Estado Novo.
O único titular do cargo de ministro da Coordenação Interterritorial foi, nos quatro governos provisórios em que este existiu, António de Almeida Santos.

## Governos
Os governos em que existiu o Ministério da Coordenação Interterritorial foram os seguintes:
| Governo        | Período                                      | Ministro                  | Primeiro-ministro |
| -------------- | -------------------------------------------- | ------------------------- | ----------------- |
| I Gov. Prov.   | 16 de maio de 1974 – 17 de julho de 1974     | António de Almeida Santos | Palma Carlos      |
| II Gov. Prov.  | 17 de julho de 1974 – 30 de setembro de 1974 | António de Almeida Santos | Vasco Gonçalves   |
| III Gov. Prov. | 30 de setembro de 1974 – 26 de março de 1975 | António de Almeida Santos | Vasco Gonçalves   |
| IV Gov. Prov.  | 26 de março de 1975 – 8 de agosto de 1975    | António de Almeida Santos | Vasco Gonçalves   |